# Euscelophilus
Euscelophilus  (лат.) — род жесткокрылых семейства трубковёртов.

## Описание
Глаза умеренно выпуклые, лоб шире наибольшего диаметра глаза, со слабым вдавлением, виски на задней стороне слабо сужены. Переднеспинка поперечная, с неравномерным внешним обликом. Щиток отчётливо четырёхугольный. Надкрылья с густыми ямками. Голени у самцов и у самок прямые. Верхняя сторона частично покрыта белыми волосками.

## Виды
Некоторые виды рода:
- Euscelophilus abdominalis
- Euscelophilus burmanus
- Euscelophilus camelus
- Euscelophilus caperratus
- Euscelophilus chinensis
- Euscelophilus chinesis
- Euscelophilus denticulatus
- Euscelophilus gaoligongensis
- Euscelophilus gibbicollis
- Euscelophilus inaequalis
- Euscelophilus jingpingensis
- Euscelophilus longispinus
- Euscelophilus mayongi
- Euscelophilus vitalisi
- Euscelophilus yongshanensis